# Frat Party at the Pankake Festival
Frat Party at the Pankake Festival (llamado Frat Party por los fanes) es el primer DVD de la banda Linkin Park, lanzado el 20 de noviembre de 2001. Este lanzamiento documenta a la banda durante una gira promocional de su primer álbum, Hybrid Theory. Este contiene los cuatro videos musicales hasta ese momento, más un video promocional para "Points of Authority" que se usó para la promoción del DVD, que incluye además contenido especial y varias huevos de Pascua.

## Lista de capítulos
1. Intro
2. Papercut
3. Beginnings
4. Points of Authority
5. The Live Show
6. "Crawling" Video Shoot
7. Crawling
8. Touring
9. Cure For The Itch
10. The Band linkin park
11. One Step Closer
12. The Future
13. In the End
14. The End

## Lista de contenido especial
- "Esaul" grabación en un garege ("A Place For My Head" demo) [1999]
- "Points of Authority" en vivo en el Dragon Festival
- "One Step Farther"
- "1Stp Klosr" (Humble Brothers remix)
- Making of "In the End"
- "Crawling" en vivo en el Dragon Festival
- Arte de Joe y Mike y tatuajes de Chester
- "Crawling" por Bryson Jones y los Sweethearts (solo audio)
- "My December" (solo audio)
- "High Voltage" (solo audio)

## Huevos de Pascua
Frat Party incluye un total de 5 huevos de Pascua:
- "Esaul" (demo de "A Place For My Head")
- "Points Of Authority" (en vivo desde el Dragon Festival)
- "One Step Farther" (El video de "One Step Closer" pero con audio en reversa)
- Mesa rota en Londres (incluye el incidente de Mike con una mesa de vidrio)
- "One Step Closer (Humble Brothers Remix)"

- Datos: Q19994